# ポルトガル銀行
ポルトガル銀行（ポルトガルぎんこう、Banco de Portugal）は、ポルトガル共和国の中央銀行。1846年11月19日に勅許を受けて商業銀行・通貨発行銀行として発足したポルトガル銀行は、リスボン銀行と公債に対する資金提供に特化した投資会社コンパニア・デ・コンフィアンサ・ナシオナルの合併によって誕生した。ポルトガル銀行は法定通貨を発行しており、1911年まではレアル、1998年まではエスクード、1999年以降はユーロを発行している。
1974年9月の国有化と1975年の新憲法を受けて、ポルトガル銀行は金融制度の監督機関となった。
ポルトガル銀行は1998年6月に設置された欧州中央銀行制度を構成する1機関となっている。
2020年以降はマリオ・センテノが総裁を務めている。